# Lei Li
Lei Li (en chino: 雷丽; 1975) es una deportista china que compitió en halterofilia. Ganó una medalla de oro en el Campeonato Mundial de Halterofilia de 1991, en la categoría de 67,5 kg.

## Palmarés internacional
| Campeonato Mundial | Campeonato Mundial        | Campeonato Mundial | Campeonato Mundial |
| Año                | Lugar                     | Medalla            | Categoría          |
| ------------------ | ------------------------- | ------------------ | ------------------ |
| 1991               | Donaueschingen (Alemania) | Medalla de oro     | 67,5 kg            |